# Sinaloa (kartel)

Mapa Mexika a jeho území ovládané jednotlivými kartely (květen 2010). Sinaloa je vyznačen žlutě

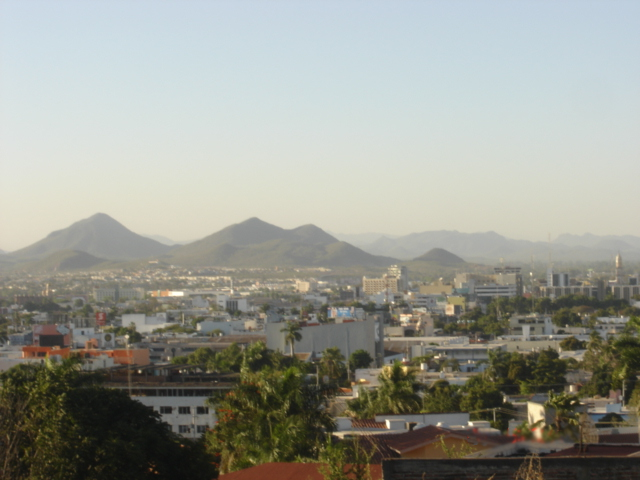
Culiacán, stát Sinaloa, Mexiko

Kartel Sinaloa (přesněji sinalojský kartel, Cártel de Sinaloa, CDS) je mezinárodní syndikát zaměřený převážně na pašování drog, praní špinavých peněz a organizovaný zločin. Základnu má primárně ve městě Culiacán v mexickém státě Sinaloa, ale operuje i ve státech Baja California, Durango, Sonora a Chihuahua.

## Historie

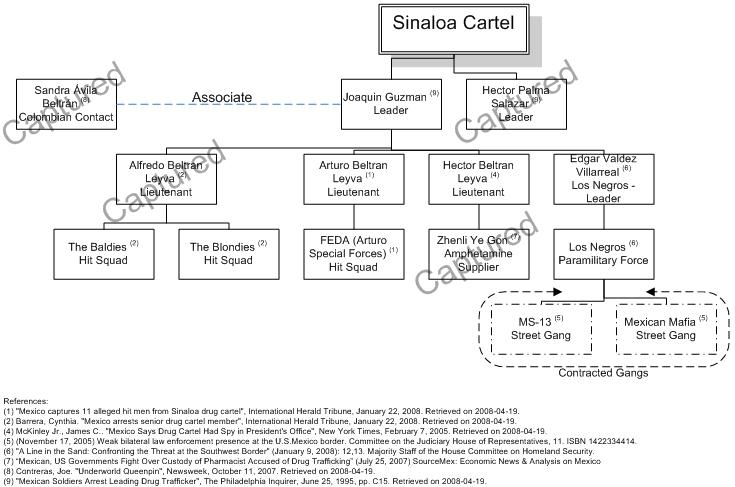
Hierarchie kartelu z roku 2008

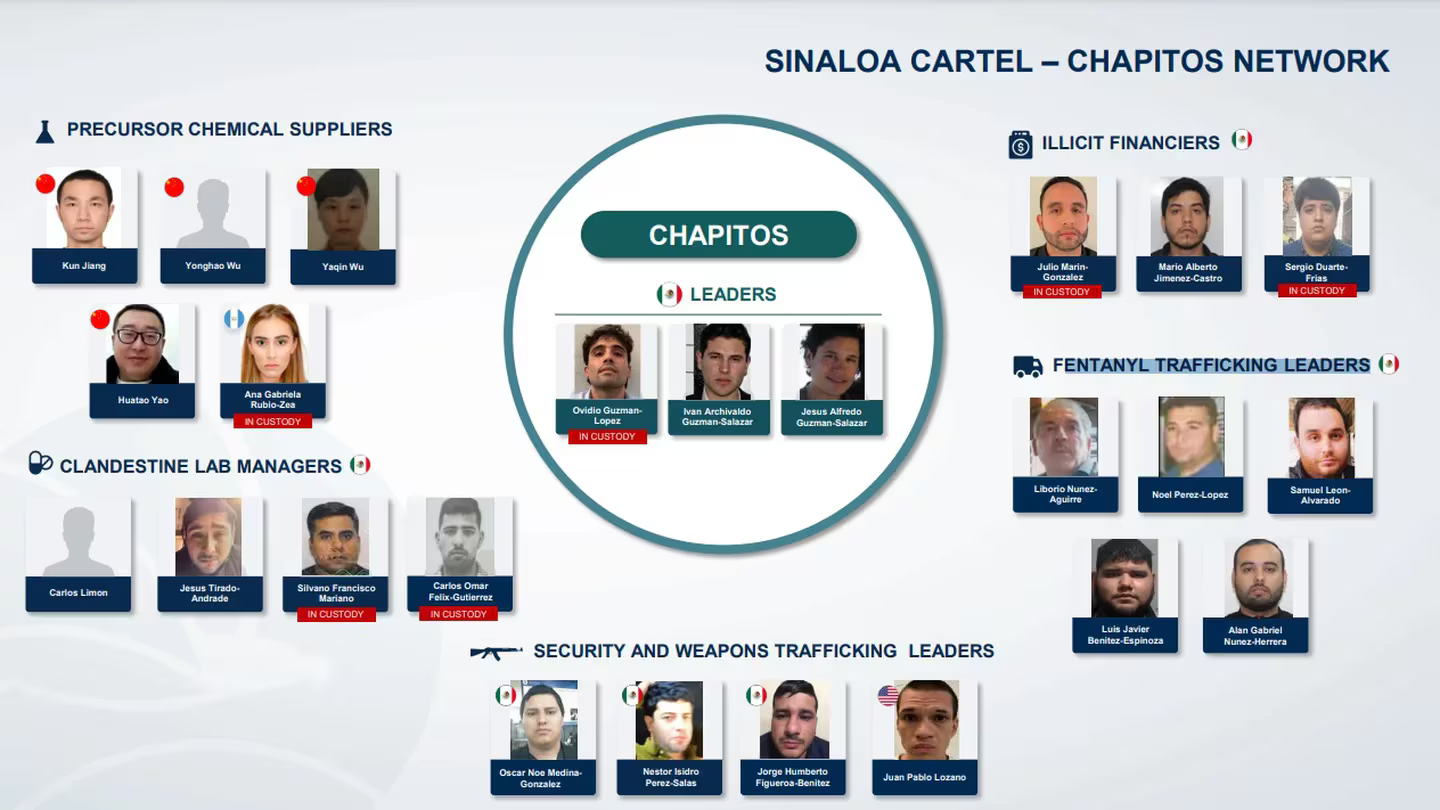
Hierarchie kartelu z roku 2023

Byl založen v polovině 80. let 20. století, představuje tedy "druhou generaci" gangů, které od 60. let pašují drogy z Mexika do USA. Poslední známou hlavou kartelu byl Joaquín Guzmán, zvaný El Chapo (prcek), který mu dal jeho současnou podobu mezinárodního zločinného syndikátu operujícího nejen na americkém kontinentu, ale i v jihovýchodní Asii, západní Africe, Austrálii a Oceánii a zabývajícího se mimo pašování drog i praním špinavých peněz, vraždami na objednávku, unášením osob, korupcí a vydíráním.
Úřady USA považují sinalojský kartel za nejmocnější světovou organizaci pašující drogy. Podle amerického hlavního návladního byl tento kartel schopen mezi lety 1990 a 2008 do Spojených států dodat téměř 200 tun kokainu a velké množství heroinu. Podle amerického protidrogového úřadu NDIC je kartel zodpovědný za distribuci kokainu (z Kolumbie), heroinu (z Jihovýchodní Asie), metamfetaminu, marihuany a MDMA.
Od roku 2009 je v Mexiku proti tomuto i ostatním kartelům sváděna tzv. mexická drogová válka, v rámci níž došlo k mnoha raziím, policejním zásahům a zatčením. Guzmán byl chycen v roce 1993, v roce 2001 uprchl, v únoru 2014 byl opět zatčen, v červenci 2015 opět uprchl, a v lednu 2016 byl znovu zadržen.
Kartel udržoval spojenectví s kartely Gente Nueva, Los Antrax a Gulf Cartel; mezi jeho rivaly patřili Los Zetas, juárezský kartel, tijuanský kartel a kartel bratrů Beltránů-Leyvových.